# Хаџи Марина Лазић
Хаџи Марина Лазић (Смедеревска Паланка, 1985) српски је композитор, текстописац, виолиниста, пијаниста и извођач музике. Она је извођач духовне и традиционалне балканске музике, као и класичне и арт-поп рок музике, новинарски сарадник и стручњак из области наука безбедости.

## Биографија
Рођена је 1985. године. Од треће године почела је да се интересује за музику, када је самостално почела да учи свирање клавира, а кроз музичко школовање инструменталног одсека — виолину, стекла је формално музичко образовање.
Током музичког школовања упоредо се бавила борилачким спортовима. Професионално се, паралелно са музиком, определила за изучавање безбедносних наука, те је 2008. године завршила Криминалистичко полицијску академију у Земуну, а 2013. године Факултет безбедности универзитета у Београду. Након завршених академских студија, завршила је и Правни факултет 2024. године.
Године 2008. постала је члан народног оркестра као и члан и солиста певачке групе КУД Абрашевић Смедеревска Паланка. Oд 2010. до 2017. године била је музички педагог и ментор секције за традицинално певање у поменутом друштву, а у исто време била је и члан народног оркестра (прима виолина).
Марина је 2016. године постала вођа манастирске певнице у Манастиру Светог Архангела Гаврила Пиносава у Кусатку. Од 2017. одржава годишње солистичке концерте у Манастиру Пиносава. Наступала је и у више наврата у Цркви Вазнесења Господњег у Беораду.
На манифестацији поводом 120 година Кола српских сестара наступала је као солиста уз самосталну клавирску пратњу. Године 2024. учествовала је на хуманитарном концерту у оквиру светосавских свечаности у сарадњи са црквеном заједницом у Ротердаму.
Прву снимљену ауторску песму под називом Јуначко је срце у српкиње написала је 2019. године. За ову нумеру је написала текст, композицију, аранжман, и одсвирала део виолинске деонице. Поред ове, такође, објавила је и комплетну ауторску песму Рајски венац. Поред композиције, текста и извођења, одсвирала је и клавирске деонице.
Композитор је и извођач и следећих песама: 
- Светлости нам треба, на текст Светог Вадике Николаја
- Бели Анђеле, на текст Архимандрита Петра (Драгојловића)
- Небески ход[3]
- На граници,[3] на текстове протојереја Владана Јовановића
- Тројеручица на текст Матије Бећковића[1][10]
- Даљина
- Јелчице девојчице, за коју је урадила и инстументални аранжман
- , за коју је писала текст, композицију и свирала клавир[11]

У сарадњи са групом Праскозорје етно снимила је ауторску нумеру Јуначко је срце у српкиње у студију Радио Београда и још низ нумера традиционалног карактера. Поред тога, Марина је снимила и следеће нумере: Тија магло, Књигу пише Дилбер Стана, Маријо ћеро мори, Бог је љубав и неколико литургијских песама и псалме у византијком стилу. У нумери Вазнесење, аутора и извођача Хаџи Николе Мијовића, певала је деонице. Композицију Тројеручица расписала је и у форми хорске партитуре, за солисту и четири гласа, а снимила ју је са бечким епархијским хором Корнелије Станковић у новембру 2024. године.
Добитник је већег броја награда, похвала, смотри, учешћа у хуманитарним активностима, концертима традиционалне и духовне музике, међу којима се издваја прво место на међународном такмичењу традиционалне музике и фолклора Balkan folk fest у Бугарској 2014. године.